# Plijewo
Plijewo (russisch Пли́ево; inoffiziell inguschisch Пхьилекъонгий-Юрт, Px’ileq’ongij-Jurt) ist ein Dorf (selo) in der Republik Inguschetien in Russland mit 13.685 Einwohnern (Stand 14. Oktober 2010).

## Geographie
Der Ort liegt am Nordrand des Großen Kaukasus etwa 13 km Luftlinie nordnordöstlich des Zentrums der Republikhauptstadt Magas am linken Ufer der Sunscha.
Plijewo gehört zum Rajon Nasranowski und befindet sich etwa 9 km nordöstlich des Zentrums seines Verwaltungszentrum, der Stadt Nasran. Die Siedlung ist Sitz und einzige Ortschaft der Landgemeinde (selskoje posselenije) Plijewo. Südwestlich schließt sich das Dorf Barsuki an, nordöstlich die Stadt Karabulak. Alle Ortschaften entlang dem linken Sunschaufer gehen faktisch unmittelbar ineinander über.

## Geschichte
Der Ort wurde 1781 von einem inguschischen Clan („Teip“) gegründet und nach diesem als Px’ileq’ongij-Jurt benannt, wörtlich etwa „Dorf der Söhne von Px’ile“, russifiziert Plijew. In der Periode der Deportation der inguschischen Bevölkerung von 1944 bis 1957 war das Dorf vorwiegend von Osseten bewohnt und trug den ossetischen Namen Achsar.
1995 wurde das Dorf, wie auch mehrere umliegende Orte, nach Nasran eingemeindet, wodurch dessen Einwohnerzahl um das Mehrfache auf über 100.000 anstieg, und bildete einen von dessen sechs Stadtrajons. Im Rahmen der Verwaltungsreform in Russland wurden Plijewo und das benachbarte Barsuki 2009 wieder ausgegliedert und bilden seither eigenständige Landgemeinden im Nasranowski rajon.

### Bevölkerungsentwicklung
| Jahr | Einwohner |
| ---- | --------- |
| 1979 | 5.023     |
| 2010 | 13.685    |

Anmerkung: Volkszählungsdaten

## Verkehr
Plijewo liegt an der Regionalstraße, die links der Sunscha Nasran mit Karabulak, Troizkaja und Sunscha verbindet und parallel zur föderalen Fernstraße R217 Kawkas (ehemals M29; Pawlowskaja – aserbaidschanische Grenze) verläuft, die dort der rechten Flussseite folgt. Nach Nordwesten zweigt in Plijewo eine Nebenstraße in Richtung Malgobek ab.
Im Ort befindet sich bei Kilometer 2052 (ab Moskau) ein Bahnhof an der 1894 eröffneten Eisenbahnstrecke Beslan – Grosny – Gudermes, die aber seit den Tschetschenienkriegen nur noch für den Güterverkehr und bis zur Station Slepzowskaja (bei Sunscha) unweit der Grenze zu Tschetschenien in Betrieb ist.

## Söhne und Töchter des Ortes
- Ibragim Osdojew (1905–1983), Sprachwissenschaftler und Pädagoge, einer der Begründer der inguschischen Philologie
- Sulambek Oskanow (1943–1992), Generalmajor, einer der ersten zwei Helden der Russischen Föderation (11. April 1992, postum)
- Magomed-Said Plijew (1929–2004), inguschischer Schriftsteller
- Achmet Wedsischew (1916–1996), inguschischer Schriftsteller